# رامن چپله
رامن چپله (انگلیسی: Ramën Çepele؛ زادهٔ ۲۱ مارس ۲۰۰۳) بازیکن فوتبال اهل آلبانی است که در پست مدافع برای تیم هانوفر بازی می‌کند.
وی همچنین در تیم‌های ملی فوتبال زیر ۱۵ سال ایتالیا، زیر ۱۶ سال ایتالیا، زیر ۱۷ سال ایتالیا، و آلبانی بازی کرده‌است.